# 東平路 (太平區)
東平路位於臺中市太平區境內，不僅是太平區東西向的重要道路之一，也是太平區通往臺中車站及南投縣國姓鄉替代道路捷徑，東平路西起台74線東平橋、環中東路四段口，並和臺中市東區樂業路銜接，東則抵一江橋、市道129號光興路口，另與市道136號長龍路一段銜接，以區域分布來看，東平路是北太平與南太平發展重要分界。

## 行經行政區域
（由東至西）
- 太平區

## 車道配置
- 雙向各2車道，無設置中央綠化安全島。

## 本道路客運[3]
| 路線編號 | 業者     | 路線                               | 行駛區間                                   |
| -------- | -------- | ---------------------------------- | ------------------------------------------ |
| 41       | 臺中客運 | 公共資訊圖書館－修平科技大學       | 一江橋 - 中山路一段                        |
| 51       | 豐原客運 | 莒光新城－大坑9號步道              | 中山路一段 - 中興東路                      |
| 74       | 中鹿客運 | 太平—新烏日車站—嶺東科技大學       | 中興東路 - 中山路一段                      |
| 75       | 統聯客運 | 台中榮總—吉星社區                  | 一江橋 - 中山路一段                        |
| 85       | 統聯客運 | 新光里—吉星社區                    | 一江橋 - 中山路一段                        |
| 142      | 臺中客運 | 綠川東站－豐年社區                 | 中和街 - 新平路一段                        |
| 242      | 四方客運 | 高鐵臺中站－吉星社區               | 一江橋 - 中興東路、新平路一段 - 祥順路一段 |
| 246      | 總達客運 | 秀泰影城－吉星社區                 | 一江橋 - 中山路一段                        |
| 249      | 四方客運 | 臺中車站（民族路口）－修平科技大學 | 建興北路 - 中山路一段                      |
| 280      | 豐原客運 | 臺中二中－修平科技大學             | 一江橋 - 新平路一段                        |
| 286      | 豐原客運 | 臺中二中－崁頂                     | 一江橋 - 新平路一段                        |
| 287      | 豐原客運 | 國軍台中總醫院－天圓彌勒院         | 一江橋 - 中山路一段                        |
| 288      | 豐原客運 | 臺中二中－天圓彌勒院               | 一江橋 - 新平路一段                        |
| 956      | 捷順交通 | 豐原車站－光華高工                 | 中山路一段 - 一江橋                        |

## 沿線設施

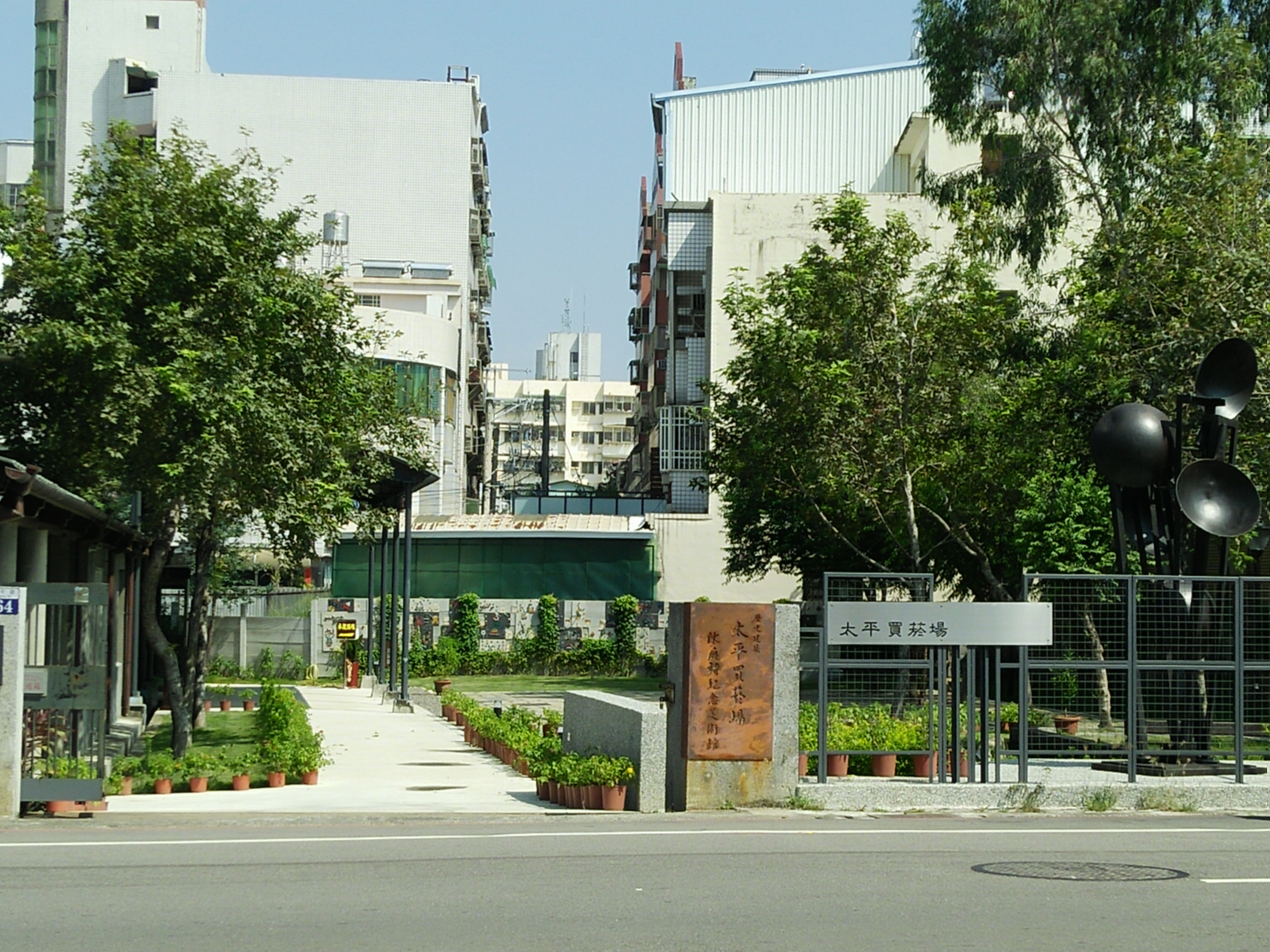
太平買菸場

（由東到西）

| 長龍路一段 光興路 頭汴坑溪(一江橋) 太堤西路 - 光華高工 - 台灣中油東平站 中山路一段 - 興農供應中心太平店 - 台灣中油新益站 中興東路 中和街與成功東路 - 明忠黃昏市場 - 臺中市政府文化局太平買菸場 東村路 - 東平國小 建興北路 - 太平區農會信用部東平分部 | 中和街與中平路 - 中華電信太平東平特約服務中心 - 台灣楓康超市東平店 - 全聯福利中心東平店 - 東平夜市 - 崇正寶宮 新平路一段 - 台灣中油新平站 廍子溪(東平橋) 祥順路一段 - 祥順運動公園 - 臺中市政府水利局新光水資源回收中心 中彰快速道路 環中東路四段 臺中市東區樂業路 |